# واکان

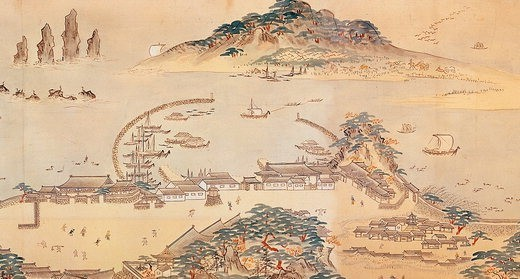
نقشه ای نقاشی شده از واکان در بندر بوسان در کٌره

واکان، (به ژاپنی: 倭館) از قرون وسطی تا دوران مدرن نخستین در دوره پادشاهی چوسان، محلی تعیین شده برای سکونت اهالی ژاپن در شبه‌جزیره کره بود. در دوره ادو روابط بازرگانی بین قلمروی تسوشیما به نمایندگی از ژاپن و کشور کره در این محل انجام می‌شد.